# Keyence
Die Keyence Corporation (jap. キーエンス Kīensu) ist ein 1974 in Japan gegründeter Anbieter von Komponenten für die Automatisierungstechnik, mit 240 Niederlassungen in 46 Ländern.

## Geschichte
Gegründet wurde Keyence 1974 von Takemitsu Takizaki in Osaka. Der Firmenname Keyence ist ein Kunstwort (Kofferwort), gebildet aus dem Slogan Key Of Science. Innerhalb von 30 Jahren entwickelte sich Keyence, ausgehend von Japan, zu einem der weltweit größten Hersteller von Industriesensorik und Automatisierungstechnik.
Das Gebäude der Keyence-Hauptverwaltung mit Labor erhielt 2000 den „Outstanding Structure Award“ der IABSE.

## Geschäftsmodell
Charakteristisch für das Geschäftsmodell von Keyence ist der ausschließliche Direktvertrieb der Produkte an OEMs und Endkunden. Die Schwerpunkte der Geschäftstätigkeit liegen auf der Entwicklung und dem Vertrieb der Produkte. Die Produktion ist zum größten Teil an Subunternehmer fremdvergeben. Rund 30 % des Umsatzes werden mit Neuentwicklungen erzielt.
Aktuell beschäftigt Keyence weltweit nach eigenen Angaben mehr als 7.900 Mitarbeiter. Diese verteilen sich auf die Konzernmutter in Japan sowie auf achtzehn Tochtergesellschaften weltweit in allen großen Industrienationen.
Nach einem konstanten Umsatzwachstum seit der Gründung wurden 2007 erstmals mehr als 200 Mrd. Yen (damals etwa 1,8 Mrd. US-Dollar) umgesetzt. Das Betriebsergebnis lag dabei in den Jahren 2003–2007 jeweils bei über 50 %, 2007 bei 102 Mrd. Yen (etwa 910 Mio. US$).

## Produkte

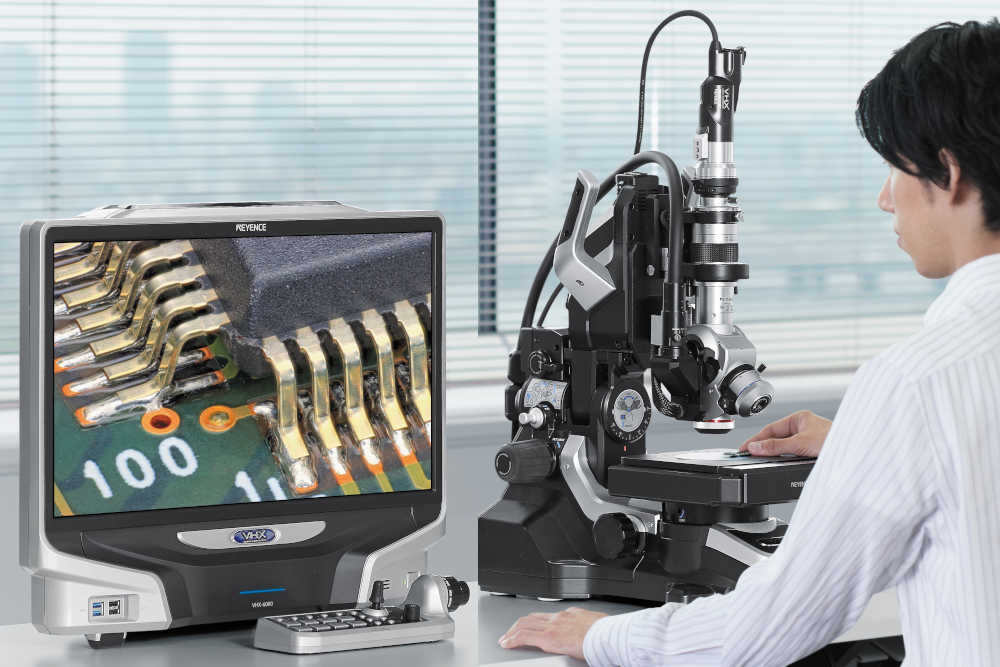
Untersuchung von Leiterplatten mit einem Keyence Digitalmikroskop

In Deutschland ist die Produktpalette in fünf Produktbereiche gegliedert:
- Produktbereich Sensorik
  - optische Sensoren (faseroptische, photoelektrische, und Laser-Sensoren)
  - Farbsensoren
  - Drucksensoren
  - Sicherheitslichtvorhänge
  - taktile Wegmesssensoren
  - induktive Sensoren
  - Barcodelesegeräte

- Produktbereich Messtechnik
  - Wegmesssensoren (1D und 2D Laser-Triangulation, Konfokal, induktiv)
  - 3D Profilsensoren (Lichtschnittverfahren)
  - CCD-Mikrometer, 1D und 2D
  - Mehrwellenlängeninterferometer
  - Profilprojektoren und Messmikroskope

- Produktbereich Bildverarbeitung
  - Bildverarbeitungssysteme inkl. Objektiv, Beleuchtung, Integration
  - Zeilenkameras
  - Matrixkameras
  - High-Speed-BV
  - Minikameras

- Produktbereich 3D-Druck
  - 3D-Drucker mit hitzebeständigem Druckmaterial (siehe auch Generatives Fertigungsverfahren und Rapid Prototyping)

- Applikationssensorik
  - Laser Triangulation im Low-Cost-Bereich
  - Lichtbandmikrometer
  - Messtaster
  - Elektrostatische Entladung
  - Induktive Sensoren
  - Kamerasensoren

- Produktbereich Mikroskopie
  - Digitale Mikroskope

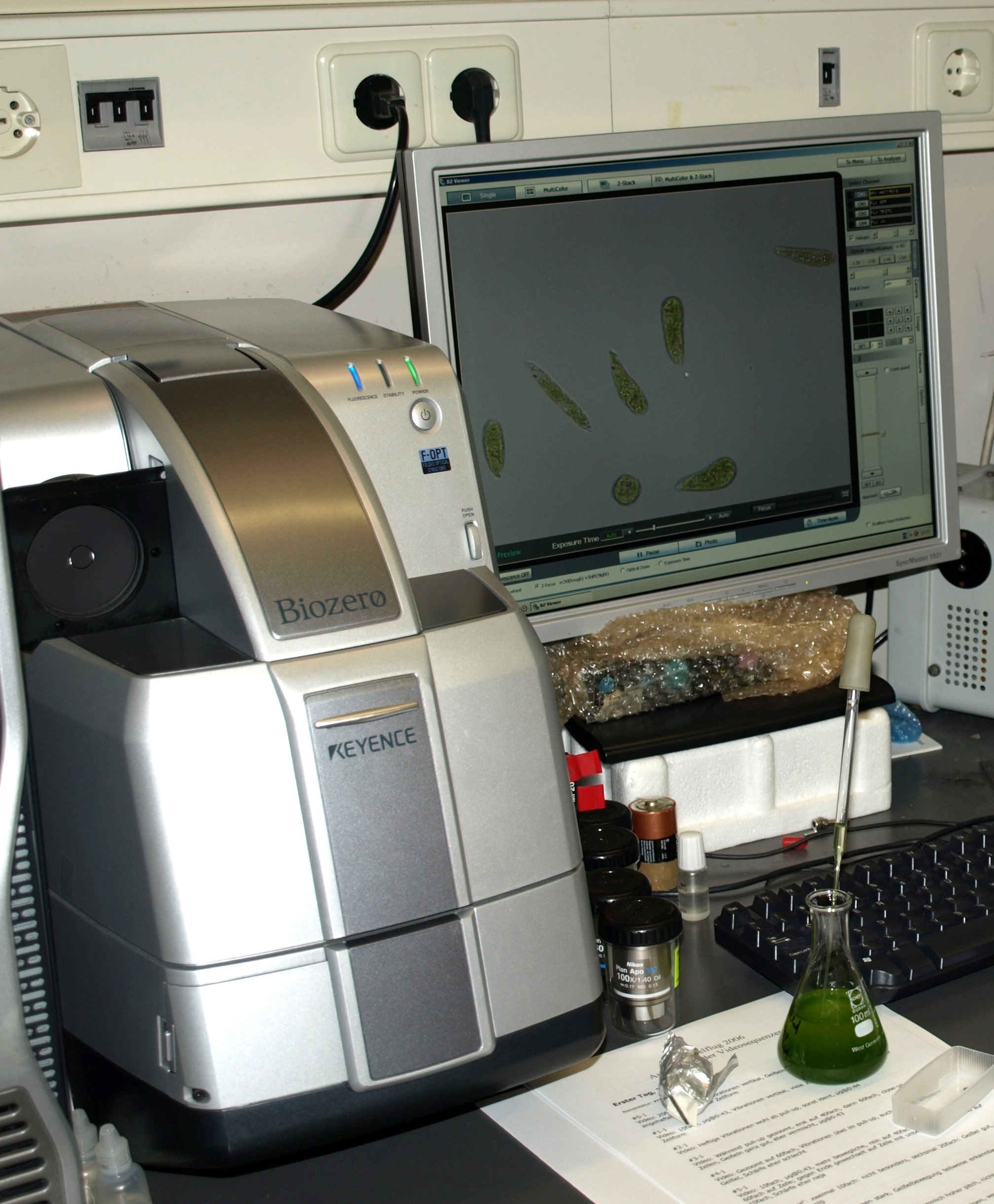
Fluoreszenz-Phasenkontrastmikroskop Biozero BZ-8000 von Keyence zur Darstellung von Euglena gracilis (Augentierchen) an einer bayerischen Hochschule. Die Untersuchungen dienten zur Ermittlung der Gravitaxis

  - Laser-Scanning-Mikroskope (Konfokalmikroskop)
  - Fluoreszenzmikroskope
  - High-Speed Digital Mikroskope
  - Makroskope (Streifenlichtscanning)

- Markiertechnologien
  - Lasermarkierung
  - Tintenstrahldrucker

Ausschließlich in Japan vertrieben werden:
- Speicherprogrammierbare Steuerungen
- Servoantriebe
- RFID-Technologien
- Rasterelektronen- und Rasterkraftmikroskope
- High-Tech-Produkte für den Hobbybereich

## Niederlassungen in Deutschland

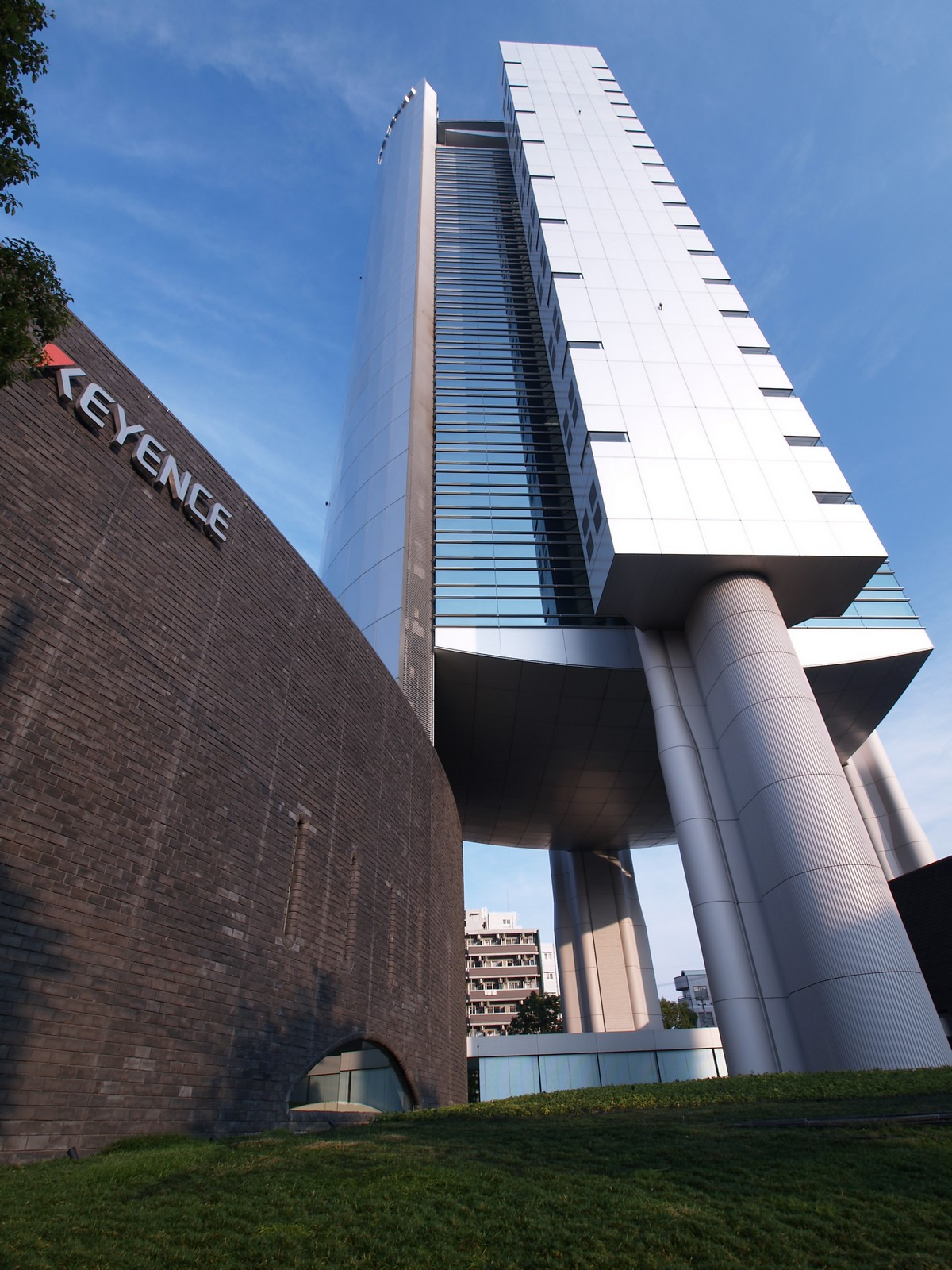
Hauptsitz der Keyence Corporation in Osaka

- Neu-Isenburg (Zentrale)
- Essen
- Hannover
- Mannheim
- Leipzig
- München
- Nürnberg
- Stuttgart
- Köln
- Frankfurt am Main
- Erfurt
- Montabaur
- Hamburg
- Berlin
- Karlsruhe
- Düsseldorf
- Neu-Ulm
- Bielefeld
- Regensburg